# Казённый Бугор
Казённый Бугор — село в Володарском районе Астраханской области России. Входит в состав Алтынжарского сельсовета. Население 161 человек (2010), 100 % из них — казахи.

## География
Казенный Бугор расположено в юго-восточной части Астраханской области, в дельте реки Волги и находится
на острове, образованном реками Терновая и Корневая. Местность характеризуется как труднодоступная
Абсолютная высота не менее 27 метров ниже уровня моря (-27 метров у села Крутое, находящегося вверх по течению на 4 километра от с. Казенный Бугор
Уличная сеть
состоит из четырёх географических объектов: ул. Заречная, ул. Кунгурная, ул. Центральная, ул. Школьная.
Климат
умеренный, резко континентальный, характеризуется высокими температурами летом и низкими — зимой, малым количеством осадков, а также большими годовыми и летними суточными амплитудами температуры воздуха.

## Население
| 2002 | 2010 |
| ---- | ---- |
| 161  | →161 |

Национальный и гендерный состав
По данным Всероссийской переписи в 2010 году, численность населения составляла 161 человек (82 мужчины и 79 женщин, 50,9 и 49,1 %% соответственно).
Согласно результатам переписи 2002 года, в национальной структуре населения казахи составляли 100 % от общей численности населения в 160 жителей.

## Инфраструктура
Рыболовство, приусадебное сельское хозяйство.
Медицинское обслуживание — в ФАП с. Крутое Крутовского сельсовета.

## Транспорт
Водный транспорт.